# Distretto di Huanchay
Il distretto di Huanchay è un distretto del Perù nella provincia di Huaraz (regione di Ancash) con 2.517 abitanti al censimento 2007 dei quali 398 urbani e 2.119 rurali.
È stato istituito il 16 ottobre 1933.